# Fort Stockton
Fort Stockton – miasto w Stanach Zjednoczonych, w stanie Teksas, w hrabstwie Pecos. W 2000 roku liczyło 7 846 mieszkańców.